# Campylocentrum grisebachii

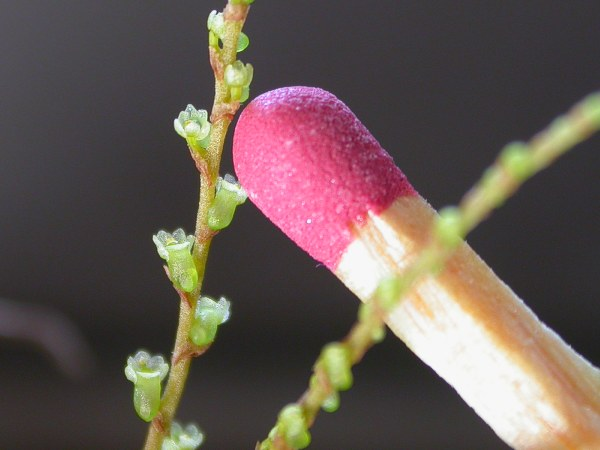
Comparação entre as flores do Campylocentrum grisebachii e um fósforo comum.

Campylocentrum grisebachii  é uma espécie de orquídea, família Orchidaceae, originária do Brasil, Bolivia, Argentina e Paraguai. Trata-se de planta epífita, monopodial, com caule e folhas rudimentares, cujas inflorescências brotam diretamente de um nódulo na base de suas raízes aéreas. As flores são minúsculas, de cor ocre pálido, de sépalas e pétalas livres, e nectário na parte de trás do labelo. É uma das menores espécies de orquídeas (Orchidaceae) que existem. Pertence ao grupo de espécies que não tem folhas nem caules aparentes. No Brasil, existe nos estados da região sul e sudeste (exceto Espírito Santo), Pará e Amazonas. Trata-se de planta variável e, por esta razão, têm diversos sinônimos.

## Sinônimos
- Campylocentrum chlororhizum Porsch, Oesterr. Bot. Z. 55: 162 (1905).
- Campylocentrum burchellii Cogn., Fl. Bras. 3(6): 522 (1906).